# Schulenberg im Oberharz
Schulenberg im Oberharz é um município da Alemanha localizado no distrito de Goslar, estado da Baixa Saxônia.
Pertence ao Samtgemeinde de Oberharz.